# Грађанско учешће
Грађанско учешће или партиципација је право грађана на директно учешће у процесу доношења одлука које се њих тичу. У демократији је најчешће испољено као бирачко право, могућност расписивања народне иницијативе или петиције парламенту са предлогом закона или поступка по питању одређеног закона.
У политичкој теорији, повећани степен грађанског учешћа води развоју партиципативне демократије. У бизнису се овај појам односи на „права учешћа на радном месту” које заступају синдикалисти. Савремени облик представља „е-демократија”, концепт коришћења комуникационих технологија попут Интернета за поспешивање учешћа грађана у демократским процесима.